# I’m Only Sleeping
«I’m Only Sleeping» (с англ. — «Я всего-навсего сплю») — песня английской группы «The Beatles», написанная Джоном Ленноном (авторство приписано тандему Леннон/Маккартни). Песня вошла в седьмой студийный альбом группы 1966 года — «Revolver» в Великобритании, и впервые прозвучала на американском альбоме «Yesterday and Today», выпущенным в июне того же года.

## История создания
Несколько «надмирное» звучание композиции объясняется такими техническими уловками, как ускоренная запись вокалов Леннона, которые доносятся как бы из иного мира, и проигрывание гитарных соло Харрисона задом наперёд. Во время редактирования песни было подготовлено несколько различных вариантов микширования, что объясняет разнообразие версий на виниловых дисках, которые можно найти по всему миру.
Сонный, психоделический номер Джона Леннона появился в ответ на старания окружающих (Пола Маккартни) добудиться его в полдень. Гипнотические песни, исполненные сомнамбулой, наилучшим образом передавали апатию тех дней.
Музыканты добавили к композиции технические новшества и новые эффекты звукозаписи, к которым не прибегали прежде. Так, в отрывке песни, когда Леннон произносит в тексте слова «Please don't wake me», гармонический вокал Маккартни и вокальные гармонии Харрисона служат своеобразным звучанием будильника во время разрыва перед второй связующей партией (на 1:57 минуте). После чего, можно услышать едва слышимый голос Леннона — «Зевни, Пол». Уже на второй минуте песни, слушатель может распознать характерный звук человеческого зевка.
Рассеянное настроение в лирике песни предположительно рассказывает об ощущениях, происходящих под действием наркотиков, а не во сне, как может показаться в начале, однако тематика сна является на сегодняшний день основной интерпретацией этой песни. Специалисты, ознакомившиеся с первыми черновиками «I’m Only Sleeping», полагают, что в действительности Леннон повествует в этой песне о радостях сна как физического состояния, а не о наркотической эйфории. В сочинении в соответствии с догмами наркоманов утверждалось, что «исследователи сознания» должны расслабиться и позволить мыслям самим прийти к ним и ни в коем случае не следует насильственно вызывать их. На самом же деле, как признавался сам Леннон, музыкант любил долгое время оставаться в кровати и ничего не делать, о чём и рассказал в этой композиции. Журналистка Морин Клив, взявшая у Леннона своё знаменитое интервью в марте 1966 года, так описывала режим музыканта на тот период времени:

«Он, возможно, самый ленивый человек во всей Англии, может спать чуть ли не бесконечно». «Физически ленивый, — добавляет Джон. — Я не забочусь о том, чтобы хоть что-то писать, читать, смотреть или говорить. Секс — единственная форма физической активности, которая меня сколько-нибудь волнует». 

## Запись песни
Запись песни началась 27 апреля 1966, после записи обычного ритм-трека вместе с лид- и бэк-вокалом предстояло наложить звуки гитары, пущенной в обратном направлении. Подобные эксперименты уже были опробованы «Битлз» во время работы над песнями «Tomorrow Never Knows» и «Rain» (вокал), однако теперь предстояло найти звуки, способные придать песне сюрреалистический оттенок. Джордж Харрисон и Мартин после многочасовых проб нашли идеальный вариант: перебор электрической гитары был прокручен в обратную сторону и наложен в нужном месте ритм-трека.
Позднее Леннон написал другую песню на похожую тематику, лирика которой также затрагивает тему сна (или его нехватки) — песня «I'm So Tired» (русск. Я так устал), вошедшая в знаменитый альбом группы — «The Beatles» 1968 года.

### Музыкальный клип 2022
1 ноября 2022 года вышло официальное музыкальное видео, снятое британским режиссером и аниматором Эм Купер на YouTube. Работая маслом на прозрачной целлулоидной плёнке, она написала в общей сложности порядка 1300 кадров.

## Различия между моно и стерео версиями
Моно и стерео версии песни «I’m Only Sleeping» отличаются относительно расположения и прослеживания назад гитара:
- Великобритания Британская стерео-версия: включает проигрывание гитарных соло задом наперёд во второй строфе, которое звучит на протяжении всего инструментального проигрыша, а также непосредственно в конце песни.
- США Американская стерео-версия: включает «fake stereo», записанную в стерео-миксе альбома «Yesterday and Today». Стерео-микс представляет трек, проигранный в обратном направлении в промежутке между строками песни «taking my time» и «lying there staring at the ceiling». Аналогичное звучание можно услышать во второй строфе песни в британской стерео-версии. Кроме того, эта версия была смикширована с моно версией и более насыщена звуками искусственного эха.
- Великобритания Великобритания моно-версия: во второй строфе песни отсутствует проигрывание гитарных соло Харрисона задом наперёд, однако убыстрённый фрагмент соло слышен в отрывке между строкам «taking my time» и «lying there staring at the ceiling». Этот фрагмент также не появляется в стерео-версии. Неизменном виде трек сохраняет в инструментальном проигрыше.
- Инструментальная версия: 40-секундная инструментальная репетиционная запись песни вошла в альбом-компиляцию — «Anthology 2». В этой версии отчётливо звучит вибрафон.

## В записи участвовали
- Джон Леннон — ведущий вокал, акустическая ритм-гитара
- Пол Маккартни — бас-гитара, гармонический вокал
- Джордж Харрисон — соло-гитара, гармонический вокал
- Ринго Старр — барабаны

## Кавер-версии
Песня неоднократно перепевалась другими артистами, к примеру:
- Британским певцом Саггсом, также известным как лидер группы «Madness». Песня была выпущена в августе 1995 года и достигла позиции #7 в британских хит-парадах.
- Lobo на альбоме — «Just a Singer» 1974 года.
- В 2001 году была выпущена кавер-версия песни в исполнении группы «The Vines», вошедшая в саундтрек к фильму «Я — Сэм».
- группой «Quorthon»
- В 2007 году «Straylight Run» сделали запись акустической кавер-версии песни.
- В 2012 году «Billy's band» записали версию песни в стиле джаз.